# سونغيو (آن)
سونغيو (بالفرنسية: Songieu)‏ هي بلدية فرنسية تقع في إقليم الآن في فرنسا. رمز إنسي لها هو:1409. أما الرمز البريدي لها فهو: 1260.